# Костюк Олександра Федорівна
Костюк Олександра Федорівна (псевдо — Надія Лан, Лада Горлиця; 14 березня 1899, поблизу Харкова — 2 вересня 1985, Міннеаполіс, США) — українська письменниця, громадська і культурна діячка. Член літоб'єднання «Плуг». Член УВАН.

## З біографії
Народилася 14 березня 1899 року на Харківщині. Закінчила гімназію, Харківський Інститут Народної Освіти (ХІНО) ім. О. Потебні та фізико-хімічний факультет Інституту педагогіки. Від 1934 року викладала на кафедрі неорганічної хімії Хіміко-технологічного інституту у м. Рубіжне на Луганщині, а протягом 1940—1941 років — у Харківському педагогічному інституті. Під час німецької окупації вела дослідницьку роботу. Була членом літоб'єднання «Плуг», зазнала репресій. У 1944 році емігрувала до Німеччини, перебувала у таборах ДП. У 1949 році емігрувала до США, викладала в школі українознавства в Міннеаполісі, була режисером драматичного гуртка «Орлята», співзасновником літературного клубу. Активно співпрацювала з газетами і журналами. Померла 2 вересня 1985 року в Міннеаполісі, похована на цвинтарі Сансет.

## Творчість
Авторка повістей «Золота загадка» (1960), «Каменистою дорогою» (1985), збірки віршів «Перекотиполе» (1978), оповідань, п'єс, перекладів, а також автор підручників «Дошкільник» (1929), «Курс фізичної хемії» (1933) тощо.